# Franklin Strait
Die Franklin Strait ist eine Meerenge im Kanadisch-arktischen Archipel im kanadischen Territorium Nunavut. 
Sie befindet sich zwischen der Südostküste von Prince of Wales Island und der Boothia Peninsula und verbindet Peel Sound im Norden mit dem Larsen Sound im Südwesten.
Die Bellot Strait führt von der Franklin Strait nach Osten zum Gulf of Boothia.
Benannt wurde die Meeresstraße nach dem englischen Forscher Sir John Franklin (1786–1847).
Dieser kam in den arktischen Gewässern dieser Region ums Leben. 